# Alpheus rapacida
Alpheus rapacida är en kräftdjursart som beskrevs av De Man 1908. Alpheus rapacida ingår i släktet Alpheus och familjen Alpheidae. Inga underarter finns listade i Catalogue of Life.

## Bildgalleri

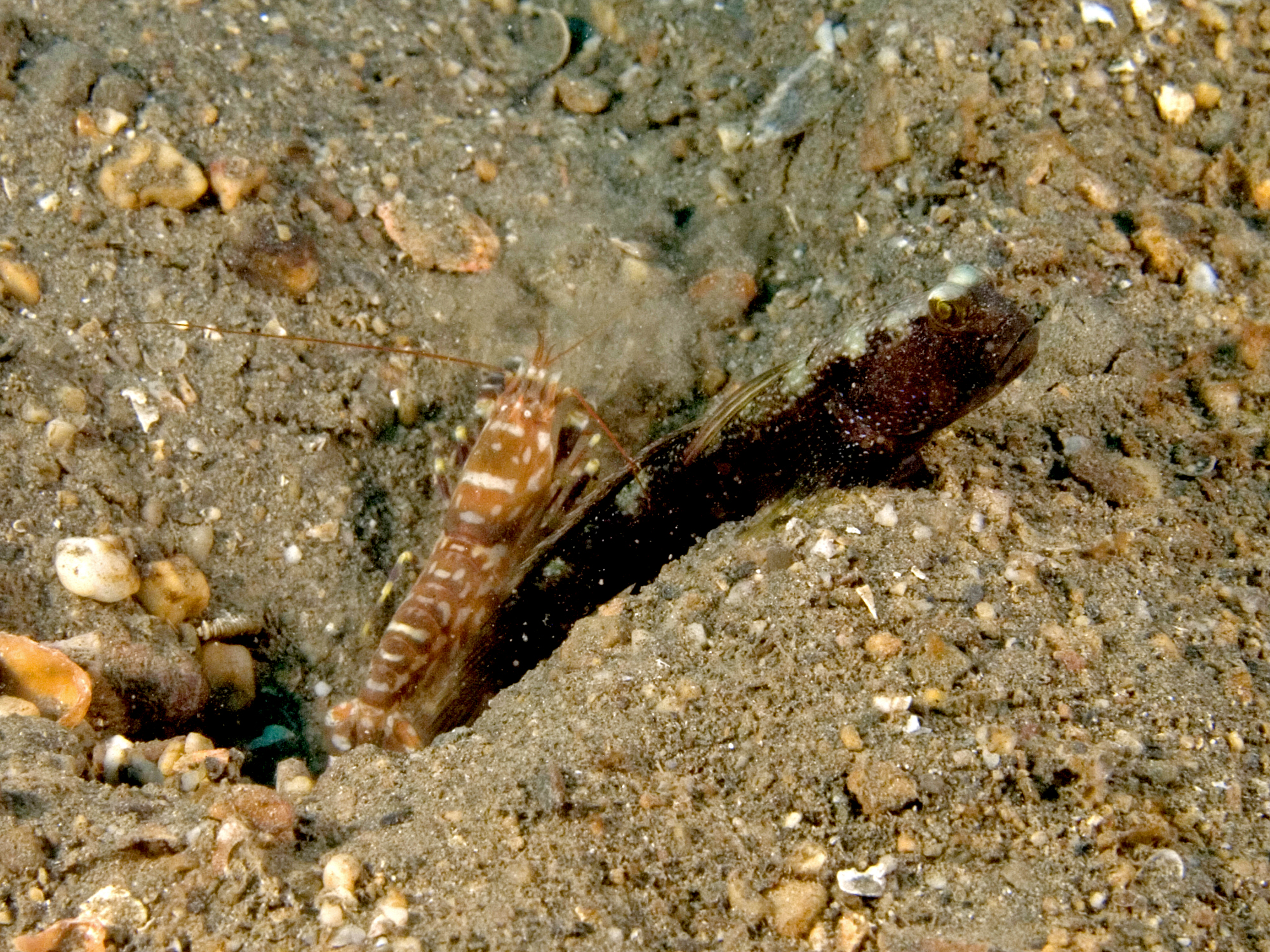